# Štefan Valent
Štefan Valent (* 27. prosince 1957, Lozorno) je bývalý slovenský fotbalista, obránce a záložník. Po skončení aktivní kariéry působí jako trenér v nižších soutěžích.

## Fotbalová kariéra
V československé lize hrál za ZŤS Petržalka. Nastoupil ve 23 utkáních, gól v lize nedal.

## Ligová bilance
| Ročník                                      | Zápasy | Góly | Klub                           |
| ------------------------------------------- | ------ | ---- | ------------------------------ |
| 1. československá fotbalová liga 1984/85    | 23     | 0    | ZŤS Petržalka                  |
| 1. slovenská národní fotbalová liga 1985/86 | 27     | 1    | ZŤS Petržalka                  |
| 1. slovenská národní fotbalová liga 1986/87 | 1      | 0    | Inter ZŤS Bratislava-Petržalka |
| CELKEM 1. liga                              | 23     | 0    |                                |